# Кендал (Вашингтон)
Кендал (енгл. Kendall) насељено је место без административног статуса у америчкој савезној држави Вашингтон.

## Демографија
По попису из 2010. године број становника је 191, што је 33 (20,9%) становника више него 2000. године.
| Група             | 2000.       | 2010.       |
| Белци             | 144 (91,1%) | 169 (88,5%) |
| Афроамериканци    | 0 (0,0%)    | 0 (0,0%)    |
| Азијати           | 0 (0,0%)    | 0 (0,0%)    |
| Хиспаноамериканци | 1 (0,6%)    | 12 (6,3%)   |
| Укупно            | 158         | 191         |